# 2021: Lost Children
2021: Lost Children — серия комиксов, которую в 2018 году издавала компания Titan Comics.

## Синопсис
Действие происходит в Детройте 2021 года. Город отрезался от Соединённых Штатов, и его контролирует сверхчеловек Айк Мерси. Туда отправляют 4 детей с суперспособностями, но каждый раз, используя их, они стареют, что усложняет им задачу.

## Отзывы
На сайте-агрегаторе рецензий Comic Book Roundup серия имеет оценку 7 из 10 на основе 7 отзывов. Джошуа Дэвисон из Bleeding Cool, обозревая первый выпуск, сравнил рисунки Берваса с работами Майка Деодато. Оливер Вестал из ComicsVerse присвоил дебюту рейтинг 98 % и похвалил колориста. Мэтт Садовски из Multiversity Comics дал первому выпуску 5 баллов из 10, назвав его посредственным.